# Such a Villain
Such a Villain è un cortometraggio muto del 1914 diretto da Al Christie. Prodotto dalla Nestor di David Horsley e distribuito dall'Universal Film Manufacturing Company, aveva come interpreti Eddie Lyons, Lee Moran, Victoria Forde e Beatrice Van.

## Trama
Quali possono essere i pericoli dell'ipnotismo quando viene manipolato da un briccone senza scrupoli? Una giovane vittima viene scelta tra le ragazze di un paese di campagna da un vero mascalzone. Dopo aver perso la sua volontà, la ragazza viene portata in un luogo segreto dove l'uomo la tiene in suo potere, facendole suonare il pianoforte. Non contento, sceglie una nuova vittima, la giovane Victoria che, però, non è sola: ha un innamorato, Eddie, che la segue mentre il briccone la conduce via con sé. Eddie trova un libro sulla telepatia mentale. Leggendolo, gli vengono svelati tutti i segreti di quella pratica misteriosa. Pronto a combattere, il giovane ingaggia allora una lotta di onde telepatiche con il malvagio ipnotizzatore. Mentre una battaglia terrificante è in atto tra i due, una ragazza nera appare in strada: presa da quel groviglio di menti in lotta, sembra venire attratta dall'uomo malefico. Victoria ne approfitta per scappare con Eddie. Ma l'ipnotizzatore non lascia andare via così facilmente i due innamorati. Fa rapire la ragazza dai suoi schiavi e Eddie corre ad avvisare la polizia. Alla fine, il bene avrà il sopravvento sulla malvagità.

## Produzione
Il film fu prodotto dalla Nestor Film Company.

## Distribuzione
Distribuito dall'Universal Film Manufacturing Company, il film - un cortometraggio di una bobina - uscì nelle sale cinematografiche statunitensi il 3 aprile 1914.